# SWIV
SWIV — компьютерная игра в жанре вертикального скролл-шутера, разработанная компанией Random Access в 1991 году для ряда домашних компьютеров. В 1994 году были выпущены версии игры для игровых консолей Sega Mega Drive и Super Nintendo под названиями Mega SWIV и Super SWIV соответственно, а также под названием Firepower 2000 в США.
Игра является развитием идей видеоигры «Silkworm», выпущенной компанией «Tecmo» в 1988 году для аркадных игровых автоматов. В SWIV игроки также могут выбирать джип или вертолёт, что влияет на игровой процесс, но вместо вида сбоку и горизонтальной прокрутки используется вид сверху и вертикальная прокрутка.
В 1996 году было выпущено продолжение игры — SWIV 3D. Оно вышло на IBM PC, и использовало трёхмерную графику.

## Отзывы
Версия игры для Amiga получила высокие оценки в прессе — от 81 до 94 %. Версия для ZX Spectrum попала на 46 и 60 позиции списка 100 лучших игр для этого компьютера, опубликованного журналом CRASH.